# Zahara de la Sierra
Zahara de la Sierra község Spanyolországban, Cádiz tartományban. Zahara de la Sierra Algodonales, El Gastor, Grazalema, El Bosque, Prado del Rey és Villamartín községekkel határos. Lakosainak száma 1355 fő (2024).

## Népesség
A település népessége az utóbbi években az alábbiak szerint változott:
| Lakosok száma | 1555 | 1543 | 1552 | 1513 | 1522 | 1460 | 1427 | 1387 | 1391 | 1355 |
|               | 2001 | 2004 | 2006 | 2009 | 2011 | 2014 | 2016 | 2019 | 2021 | 2024 |